# دم روستان
دم روستان، روستایی از توابع بخش طرهان شهرستان کوهدشت در استان لرستان ایران است که در سال پیش رو به شهر گراب متصل می‌شود

## جمعیت
این روستا در دهستان طرهان شرقی قرار دارد و براساس سرشماری مرکز آمار ایران در سال ۱۳۸۵، جمعیت آن ۱٬۵۶۸ نفر (۳۰۹خانوار) بوده‌است.